# Марк Ткачук
Марк Ткачук (нар. 26 вересня 1966, Сороки) — молдовський політик, історик, археолог і антрополог, колишній депутат парламенту Республіки Молдова.

## Біографія
Народився в 1966 році в м. Сороки Молдавської РСР. Його батько молдавсько-українського походження, а мати, яка походить з Кавказу, вірмено-гемшинського походження. Закінчив історичний факультет Державного університету Молдови. З 1992 по 1994 роки навчався в Академії наук Росії. За деякими даними, в цей період він був частиною ультралівої Конфедерації анархо-синдикалістів.
На початку 2000 року вступив до Партії комуністів Республіки Молдова. У 2001—2002 роках він був депутатом парламенту Республіки Молдова, відмовившись від свого мандата, став радником президента Володимира Вороніна з питань внутрішньої політики, і обіймав цю посаду до листопада 2008 року. У цей період він став одним із лідерів Комуністичної партії, працюючи над модернізацією партії. Вважається, що він вів переговори про приєднання ПКРМ до Партії європейських лівих. Опозиція критикувала його за сильну проросійську, молдовську, антиєвропейську та антирумунську позицію, характеризуючи його як «праву руку Москви».
У 2005 і 2006 роках журнал VIP включив Марка Ткачука в топ «найвпливовіших молдован» на 11 і 6 місце відповідно.
Після 2009 року, коли ПКРМ пішла в опозицію, Марк Ткачук почав активніше підтримувати партійну реформу. Його почали чіпляти як «мозок» або «сіру еліту» партії, а також як «дітище Вороніна». Разом з Вороніним він став гучним критиком Європейського Союзу, підтримуючи приєднання Молдови до Євразійського Союзу, заявляючи, що в Кишиневі є вулиці, названі на честь фашистських злочинців (мається на увазі вулиці, названі іменами румунських діячів). На початку 2010 року його також пов'язували з рухом «Антифа» в Молдові, відомим своєю квазітерористичною діяльністю, через що у 2014 році його виключили з виконкому ПКРМ. У тому ж році він оголосив, що йде з політики.
Він повернувся в політику у 2019 році, коли разом з Юрієм Мунтяном заснував Партію колективних дій — Громадянський конгрес. Зараз є членом виконкому партії.